# Argyle (Geòrgia)
Argyle és una població dels Estats Units a l'estat de Geòrgia. Segons el cens del 2000 tenia 151 habitants.

## Demografia
Segons el cens del 2000, Argyle tenia 151 habitants, 49 habitatges, i 39 famílies. La densitat de població era de 33,9 habitants per km².
Dels 49 habitatges en un 40,8% hi vivien nens de menys de 18 anys, en un 63,3% hi vivien parelles casades, en un 14,3% dones solteres, i en un 20,4% no eren unitats familiars. En el 20,4% dels habitatges hi vivien persones soles el 8,2% de les quals corresponia a persones de 65 anys o més que vivien soles. El nombre mitjà de persones vivint en cada habitatge era de 3,08 i el nombre mitjà de persones que vivien en cada família era de 3,56.
Per edats la població es repartia de la següent manera: un 31,1% tenia menys de 18 anys, un 13,2% entre 18 i 24, un 31,8% entre 25 i 44, un 16,6% de 45 a 60 i un 7,3% 65 anys o més.
L'edat mediana era de 28 anys. Per cada 100 dones de 18 o més anys hi havia 85,7 homes.
La renda mediana per habitatge era de 26.250 $ i la renda mediana per família de 30.250 $. Els homes tenien una renda mediana de 25.000 $ mentre que les dones 16.250 $. La renda per capita de la població era de 7.672 $. Entorn del 37,8% de les famílies i el 32,5% de la població estaven per davall del llindar de pobresa.

## Poblacions més properes
El següent diagrama mostra les poblacions més properes.